# خانه تهامی
خانه تهامی مربوط به اواخر دوره قاجار است و در یزد، خیابان مهدی، کوچه روبروی مسجد صاحب الزمان، انتهای کوچه، سمت چپ، پلاک ۴۳ واقع شده و این اثر در تاریخ ۱۸ آذر ۱۳۸۷ با شمارهٔ ثبت ۲۳۸۸۴ به‌عنوان یکی از آثار ملی ایران به ثبت رسیده است.